# Поль Крюгер

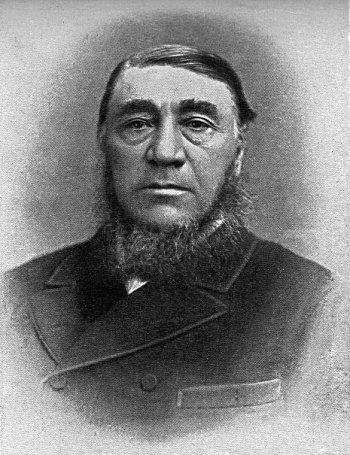
Поль Крюгер, 1879

Стефанус Йоганнес Паулус Крюгер (10 жовтня 1825 р. — 14 липня 1904), відоміший як Поль Крюгер або дядько Поль (афр. Oom Paul) — бурський державний і політичний діяч, президент Трансваалю. Він здобув світову славу як визначна фігура опору бурів проти англійців під час Другої англо-бурської війни (1899–1902). Національний герой Південно-Африканської республіки.

## Юність
Походив від німецьких іммігрантів, які переїхали до Південної Африки. Його предок Якобус Крюгер емігрував з Берліна у Південну Африку в 1713 році на роботу як найманець Голландської Ост-Індійської компанії. Крюгер народився на фермі свого діда Булгук, що в районі Стейнсбург поблизу міста Крадок. Виріс на фермі Фаалбанк. Він одержав лише тримісячну формальну освіту, зате добре розумівся на житті сільських просторів Південної Африки — вельдів. Поль Крюгер любив полювання верхи. Зробив великий внесок у розвиток партизанської війни під час Першої англо-бурської війни [1]. Батько Крюгера, Каспер Крюгер, приєднався до трекерів Гендріка Потхітера, коли у 1835 році почався Великий Рух фоуртреккерів (переселенський рух бурів на нові землі). Мандрівники перетнули річку Вааль у 1838 році, і на початку зупинилися на території, яка відома сьогодні як Потчефструм. Батько Крюгера пізніше вирішив оселитися у районі тепер відомому як Рустенбург. У віці 16 років, Крюгер отримав право вибрати для себе ферму біля підніжжя Магалісберх, де він оселився у 1841 році. Наступного року він одружився з Марією дю Плессі, і вони разом з батьком Поля Крюгера відправилися жити в східну частину Трансваалю. Після того, як сім'я повернулася в Рустенбург, дружина Крюгера та малолітній син померли, швидше за все, від гарячки. Потім у 1847 році він одружився з іншою жінкою Гезіною дю Плессі, яка була його постійною і вірною супутницею до своєї смерті в 1901 році. У цьому шлюбі народилося 7 дочок і 9 синів. Деякі з них померли у дитинстві [2].
Був глибоко релігійною людиною. Він стверджував, що прочитав лише одну книгу, Біблію, а також говорив, що знає більшість її змісту напам'ять. Він був одним із засновників Голландської реформатської церкви [3].

## Політична і військова діяльність
Поль Крюгер почав свою кар'єру зі звання польового корнета. Зрештою він став комендант-генералом Трансваалю. Він був призначений членом комісії фольксрааду. Люди почали звертати увагу на молодого чоловіка, і він відігравав значну роль у припиненні конфлікту між лідером Трансваалю Стефаном Шуманом і М. В. Преторіусом [4].
У 1873 році Крюгер залишив посаду комендант-генерала, і якийсь час він не обіймав жодної посади. Проживав на своїй фермі Букенгутфонтайн. Однак в 1874 році його було обрано членом Виконавчої Ради. А невдовзі він став віце-президент Трансваалю.
Після анексії Трансваалю Великою Британією у 1877 році, Крюгер став лідером руху опору. У тому ж році він відвідав Англію вперше як лідер депутації. У 1878 році він сформував другу депутацію. У центрі уваги його візиту в Європу, був його політ на повітряній кулі, під час якого побачив Париж з повітря.
Перша англо-бурська війна почалася в 1880 році, і бурські загони здобули перемогу на горі Маджуба у 1881 році. Знову Крюгер відіграв вирішальну роль в переговорах з англійцями, яка привела до відновлення незалежності Трансваалю під британським сюзеренітетом.
30 грудня 1880 р., у 55-річному віці, Крюгер був обраний президентом Трансваалю. Однією з перших його цілей був перегляд Преторської конвенції 1881 року — угоди між бурами і англійцями, що завершила Першу англо-бурську війну. Він знову виїхав до Великої Британії в 1883 році для ведення переговорів з лордом Дербі. Крюгер і його соратники також відвідали з великими почестями інші країни континенту, зокрема Німеччину, Бельгію, Нідерланди, Францію та Іспанію. У Німеччині він був присутній на імперському бенкеті, на якому він був представлений імператору Вільгельма I, а також довго вів розмову з Бісмарком.
У Трансваалі, все різко змінилося після виявлення золота на Вітватерсранда. Це відкриття мало далекосяжні політичні наслідки і призвело до нашестя уітландерів (з мови африкаанс - іноземець), інтереси яких захищада Британія. Це зрештою призвело до вибуху нової англо-бурської війни і падіння Трансваалю. Крюгер визнав у своїх мемуарах, що генерал Жубер передбачив події, які матимуть місце після цього, заявивши, що замість того, щоб радіти через відкриття родовищ золота, ми повинні плакати, тому що «скоро наша земля буде просочена кров'ю».
У 1898 році Крюгер був обраний президентом учетверте і востаннє.

## Вигнання
11 жовтня 1899, спалахнула Друга англо-бурська війна. 7 травня на наступного року, Крюгер був присутній на останній сесії фольксрааду і залишив Преторію 29 травня, коли війська лорда Робертса увійшли в місто. Протягом декількох тижнів він перебував або у будинку Ватерфал Ондер, або у залізничному вагоні у Махадодорпі, що у Східного Трансваалі (тепер Мпумаланга). У жовтні він покинув Південну Африку на голландському військовому кораблі «Gelderland», посланий нідерландською королевою Вільгельміною, яка просто ігнорувала британську військово-морську блокаду Південної Африки. Його дружина була дуже хвора, щоб виїхати і тому залишилася у Південній Африці. Вона померла 20 липня 1901 р. Новим президентом було обрано Шалка Віллема Бургера.
Крюгер вирушив до Марселя, а звідти до Парижа. 1 грудня 1900 року він прибув у Німеччину, але кайзер Вільгельм відмовився його бачити. З Німеччини він вирушив до Нідерландів, де жив в орендованих будинках в Гілферсумі та Утрехті. Також зупинявся двічі у Ментон (Франція) (з жовтня 1902 р. по травень 1903 р. і з жовтня 1903 р. по травень 1904 р.) [6] до переїзду в Кларенс (Швейцарія), де він помер 14 липня 1904 р. Його тіло забальзамував професор Август Роуд. Спочатку він був похований 26 липня 1904 р. в Гаазі (Нідерланди). Пізніше за дозволом британського уряду 16 грудня 1904 року його перепоховано [7] на Полі Героїв у Преторії.

## Зовнішній вигляд
Крюгер був високий, кремезної статури, чоловік, з темно-каштановим волоссям, карими очима. Коли він постарів, волосся стало білим. Він носив вуса і бороду, коли він почав грати певну роль в суспільному житті, а в пізніші роки носив бороду, а вуса були зголені [8] Найчастіше він був одягненим у чорний фрак і циліндр. Будучи затятим курцем, ніколи не розлучався зі своєю люлькою. Образ Крюгера у своєму циліндрі та фраку і курить люльку був використаний для більшого ефекту в англо-бурській війні британськими карикатуристами.

## Спадщина
Його колишня резиденція у Преторії сьогодні є будинком-музеєм Крюгера.
Статуя Поля Крюгера у властивому йому офіційному вбранні прикрашає Церковну площу у Преторії.
Національний парк Крюгера названий на його честь, так, як і монета Крюгерранд, на якій його зображено в профіль.
У 2004 році він був обраний 27-им у телешоу Великі «південно-африканці», проведеного Південно-Африканською телерадіомовною компанією.
Сьогодні багато площ і вулиць в Нідерландах носить ім'я Крюгера.
Крюгер фігурує в кількох відомих художніх кінострічках, зокрема, «Дядько Крюгер» (Ohm Krüger, знятий у нацистській Німеччині), «Мільйони Крюгера» (музична драма) та інших.